# Масівецька сільська рада
Масіве́цька сільська́ ра́да — адміністративно-територіальна одиниця та орган місцевого самоврядування у Хмельницькому районі Хмельницької області. Адміністративний центр — село Масівці.

## Загальні відомості
- Територія ради: 59,16 км²
- Населення ради: 900 осіб (станом на 2001 рік)
- Територією ради протікає річка Південний Буг

## Історія
Хмельницька обласна рада рішенням від 18 червня 2014 року перейменувала у Хмельницькому районі Масовецьку сільську раду на Масівецьку.

## Населені пункти
Сільській раді підпорядковані населені пункти:
- с. Масівці

## Склад ради
Рада складалася з 14 депутатів та голови.
- Голова ради: Комарніцький Микола Адольфович

### Депутати
За результатами місцевих виборів 2010 року депутатами ради стали:

#### За суб'єктами висування
| Суб'єкт висування | Кількість обраних депутатів | %   |
| ----------------- | --------------------------- | --- |
| Самовисування     | 14                          | 100 |

#### За округами
| № округу | Прізвище, ім'я, по батькові    | Дата визнання обраним | Освіта             | Партійна приналежність | Відомості про обраного депутата                                                    |
| -------- | ------------------------------ | --------------------- | ------------------ | ---------------------- | ---------------------------------------------------------------------------------- |
| 1        | Сокальський Віталій Григорович | 01.11.2010            | середня спеціальна | позапартійний          | тимчасово не працює                                                                |
| 2        | Колісник Олена Іванівна        | 01.11.2010            | вища               | позапартійна           | Масівецька с\ рада, секретар                                                       |
| 3        | Кирилюк Лариса Іванівна        | 01.11.2010            | середня спеціальна | позапартійна           | ДНЗ, завідувач                                                                     |
| 4        | Геренко Зоя Валентинівна       | 01.11.2010            | вища               | позапартійна           | загальноосвітня школа, вчитель                                                     |
| 5        | Мацишин Іван Іванович          | 01.11.2010            | вища               | позапартійний          | пенсіонер                                                                          |
| 6        | Новіцький Віктор Васильович    | 01.11.2010            | середня            | позапартійний          | приватний підприємець                                                              |
| 7        | Хавро Віктор Іванович          | 01.11.2010            | вища               | позапартійний          | ЗАТ"Бакалія", регіональний менеджер                                                |
| 8        | Браславець Анатолій Васильович | 01.11.2010            | середня спеціальна | позапартійний          | фермерське господарство" Нива", голова СФГ"Нива"                                   |
| 9        | Рожок Олена Олександрівна      | 01.11.2010            | середня            | позапартійна           | Хмельницький районний териториальний центр, соціальний робітник                    |
| 10       | Григоров Олег Миколайович      | 01.11.2010            | вища               | позапартійний          | загальноосвітня школа, вчитель                                                     |
| 11       | Хутняк Віктор Миколайович      | 01.11.2010            | вища               | позапартійний          | приватний підприємець                                                              |
| 12       | Войтков Іван Васильович        | 01.11.2010            | середня            | позапартійний          | пенсіонер                                                                          |
| 13       | Жук Андрій Васильович          | 01.11.2010            | вища               | позапартійний          | Хмельницька районна державна лікарня ветеринарної медицини, зав. Копистинським ПВМ |
| 14       | Григоров Ігор Миколайович      | 01.11.2010            | вища               | позапартійний          | загальноосвітня школа, директор                                                    |